# جينيفر جيمس
جينيفر جيمس (بالإنجليزية: Jennifer James)‏ هي ممثلة بريطانية، ولدت في 3 ديسمبر 1977 في ويغان في المملكة المتحدة.

## وصلات خارجية
- جينيفر جيمس على موقع IMDb (الإنجليزية)